# Franz Xaver Geiger
Franz Xaver Geiger (* 7. Dezember 1749 in Murnau am Staffelsee; † 14. Oktober 1841 in Kaufering) war ein deutscher Schriftsteller und römisch-katholischer Geistlicher.

## Leben
Geiger erhielt seine Ausbildung zunächst am Kloster Ettal, bevor er an der Universität Innsbruck Philosophie und Theologie studierte. Seine Priesterweihe erfolgte 1773. Er erhielt eine Stelle als Religionslehrer und Professor der Geschichte beim Bayerischen Kadettenkorps.
Geiger ging 1783 als Pfarrer in die Seelsorge. Er war Pfarrer von Entraching und zuletzt in Kaufering. Geiger war Mitglied der landwirtschaftlichen Akademie von Burghausen.
In seiner Schrift Schöne Lebensgeschichte des guten und vernünftigen Bauersmanns Wendelinus von 1791 bestritt er die Existenz von Hexen, weshalb er von der Obrigkeit inhaftiert wurde.

## Werke (Auswahl)
- Pastorallehre von den Pflichten des Seelsorgers, Rieger, Augsburg 1789.
- Schöne Lebensgeschichte des guten und vernünftigen Bauersmanns Wendelinus, Rieger, Augsburg 1791.
- Goldene Legende der Weltgeschichte: Oder lehrreiche und merkwürdige Begebenheiten unter Menschen und Völkern ; Ein Lesebuch für alle Stände besonders für den gemeinen Mann, Ott, Landsberg 1792.
- Unterricht in der Baumgärtnerey. 3. Auflage. Doll, Augsburg 1795.
- Die Obstbaumzucht, oder neue und überaus leichte Art, wie man ohne Kreutzer Unkosten, u. zugleich ohne Belzen u. ohne alles Künsteln nicht nur die gesündesten und dauerhaftesten Obstbäume, sondern auch neue Gattungen von schönem und gutem Obst erlangen kann, 4 Bände, Fleischmann, München 1804–1809.
- Neuestes Sitten- und Beyspielbuch für den Bürger und Landmann, Fleischmann, München, um 1810.
- Die Krankheiten und Feinde der Obstbäume: Nebst erprobten Mitteln, Fleischmann, München 1832.
- Der neue Robinson oder Seefahrten und Schicksale eines Deutschen: eine angenehme und lehrreiche Erzählung. 3. Auflage. Jaquet 1835.